# Pfarrkirche Bretstein

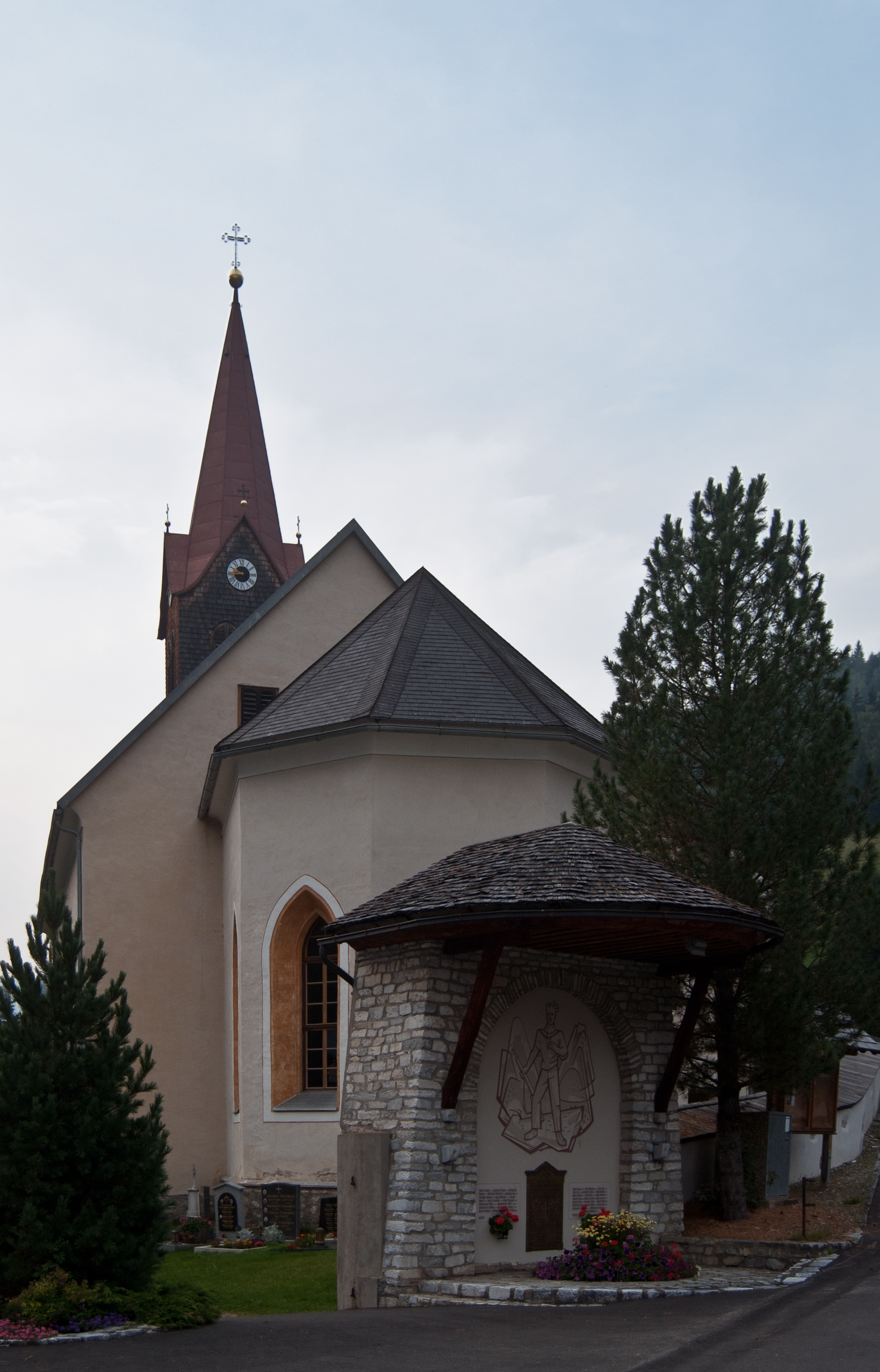
Katholische Pfarrkirche hl. Katharina in Bretstein

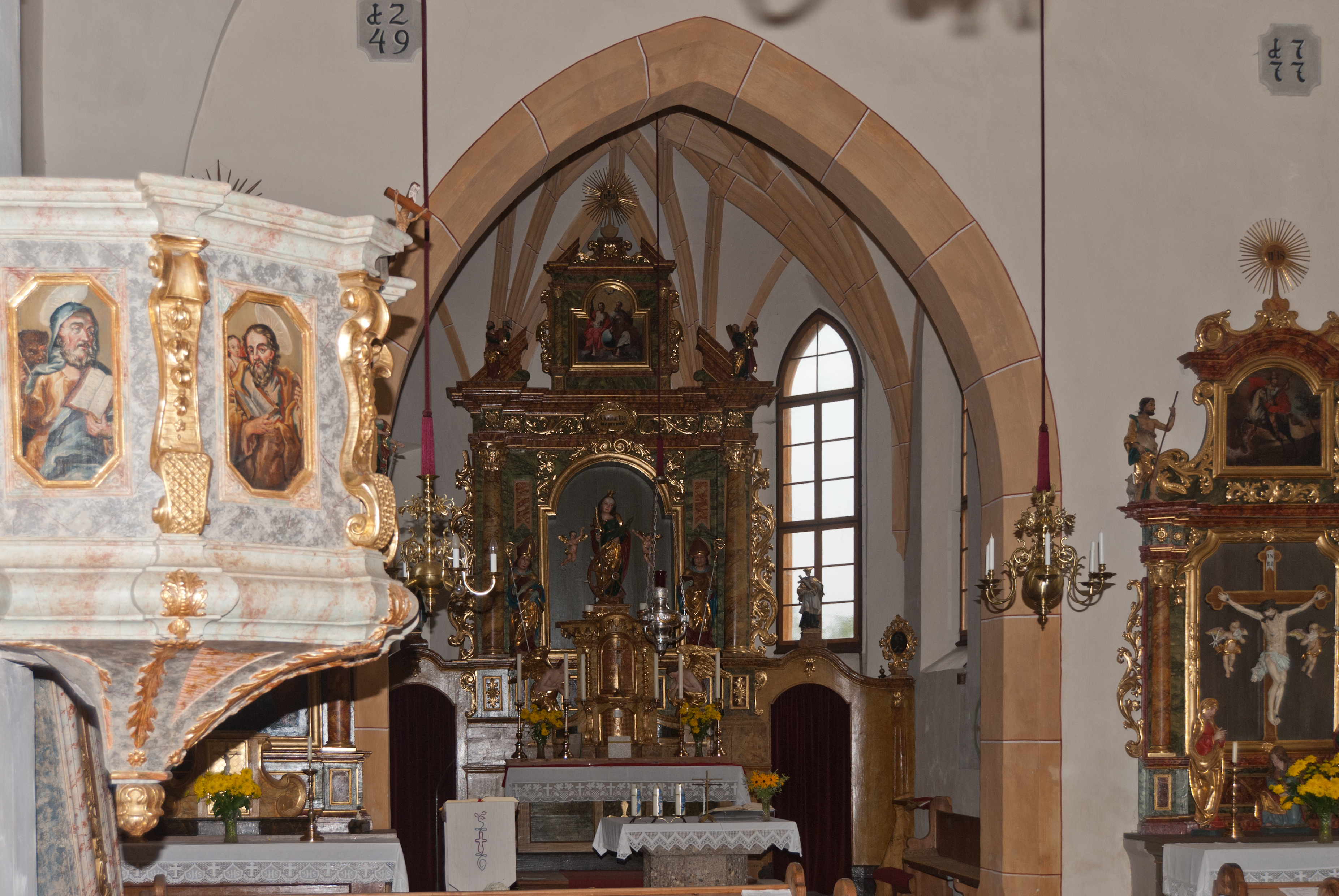
Im zweischiffigen Langhaus zum Chor

Die Pfarrkirche Bretstein steht in der Katastralgemeinde Bretstein in der Gemeinde Pölstal im Bezirk Murtal in der Steiermark. Die der Heiligen Katharina von Alexandrien geweihte römisch-katholische Pfarrkirche gehört zum Dekanat Judenburg in der Diözese Graz-Seckau. Die Kirche und der Friedhof stehen unter Denkmalschutz (Listeneintrag).

## Geschichte
Urkundlich wurde 1373 eine Kirche genannt. Die Filialkirche von St. Oswald bei Zeiring wurde 1765 zur Pfarrkirche erhoben.
Zum spätgotischen Kirchenbau wurde urkundlich um 1498 der Meister Kristoff (Christoph Marl) genannt. Die Einwölbung der zweischiffigen Langhaushalle erfolgte laut Kontrakt mit dem Steinmetz Hans Pusterwalder 1539. 1777 wurde das Langhaus barockisiert. 1902 war eine Restaurierung.

## Architektur
Die zweischiffige dreijochige Langhaushalle hat Kreuzgratgewölbe auf Gurten und Wandpfeilern und Rechteckfenster, das Schiff vor dem Chor ist breiter und eine Stufe tiefer. Im Westjoch besteht eine Empore auf zwei Pfeilern. Der eingezogene spitzbogige Fronbogen zeigt die Jahresangaben 1249, 1777, 1902. Der einjochige Chor mit einem Fünfachtelschluss hat ein Netzrippengewölbe mit Dreiparallelrippen und Spitzbogenfenster. Der Chor beinhaltet ein kleines Sakramentenhäuschen mit einem Eselsrückenbogen mit einem Schmiedeeisengitter. Der stichkappentonnengewölbte Sakristeianbau steht nördlich am Chor. Das Portal ist schulterbogig mit einer Tür mit einfachen gotischen Beschlägen. Über der Westfront befindet sich ein Dachreiter mit einem achtseitigen Spitzhelm.

## Ausstattung
Der Hochaltar entstand im Anfang des 18. Jahrhunderts und trägt die spätgotischen Statuen Katharina, Ulrich und Wolfgang, wohl 1506, von einem Rottenmanner Meister geschaffen. Die weiteren Statuen schuf Balthasar Prandtstätter um 1740/1750.
Die Orgel baute 1856 Friedrich Wagner aus Graz und wurde 1902 aus der Pfarrkirche Oberzeiring hierher übertragen.